# Tini Tini Tini
 (juillet 2022).
La mise en forme du texte ne suit pas les recommandations de Wikipédia : il faut le « wikifier ».
Les points d'amélioration suivants sont les cas les plus fréquents :
- Les titres sont pré-formatés par le logiciel. Ils ne sont ni en capitales, ni en gras.
- Le texte ne doit pas être écrit en capitales (les noms de famille non plus), ni en gras, ni en italique, ni en « petit »…
- Le gras n'est utilisé que pour surligner le titre de l'article dans l'introduction, une seule fois.
- L'italique est rarement utilisé : mots en langue étrangère, titres d'œuvres, noms de bateaux, etc.
- Les citations ne sont pas en italique mais en corps de texte normal. Elles sont entourées par des guillemets français : « et ».
- Les listes à puces sont à éviter, des paragraphes rédigés étant largement préférés. Les tableaux sont à réserver à la présentation de données structurées (résultats, etc.).
- Les appels de note de bas de page (petits chiffres en exposant, introduits par l'outil «  Source ») sont à placer entre la fin de phrase et le point final[comme ça].
- Les liens internes (vers d'autres articles de Wikipédia) sont à choisir avec parcimonie. Créez des liens vers des articles approfondissant le sujet. Les termes génériques sans rapport avec le sujet sont à éviter, ainsi que les répétitions de liens vers un même terme.
- Les liens externes sont à placer uniquement dans une section « Liens externes », à la fin de l'article. Ces liens sont à choisir avec parcimonie suivant les règles définies. Si un lien sert de source à l'article, son insertion dans le texte est à faire par les notes de bas de page.
- La présentation des références doit suivre les conventions bibliographiques. Il est recommandé d'utiliser les modèles {{Ouvrage}}, {{Chapitre}}, {{Article}}, {{Lien web}} et/ou {{Bibliographie}}. Le mode d'édition visuel peut mettre en forme automatiquement les références.
- Insérer une infobox (cadre d'informations à droite) n'est pas obligatoire pour parachever la mise en page.

Pour une aide détaillée, merci de consulter Aide:Wikification.
Si vous pensez que ces points ont été résolus, vous pouvez retirer ce bandeau et améliorer la mise en forme d'un autre article.
 (juillet 2022).
Si vous disposez d'ouvrages ou d'articles de référence ou si vous connaissez des sites web de qualité traitant du thème abordé ici, merci de compléter l'article en donnant les références utiles à sa vérifiabilité et en les liant à la section « Notes et références ».
Albums de Martina Stoessel
Quiero Volver
(2018) Cupido (album)
(2023)
Singles
1. 22
Sortie : 3 mai 2019
2. Suéltate El Pelo
Sortie : 26 juillet 2019
3. Fresa
Sortie : 6 septembre 2019
4. Oye
Sortie : 11 octobre 2019

Tini Tini Tini est le troisième album studio de la chanteuse argentine Martina Stoessel. Il est sorti le 3 décembre 2020 sous le label Hollywood Records. 

## Composition de l'album
Il est composé de 14 titres dont 7 chansons en collaborations et 7 autres chanson en solo. Cet album comprend une chanson en collaboration avec un grand artiste espagnol, Alejandro Sanz, chanteur que Tini et sa famille admire énormément. Il y aussi des collaborations avec des artistes très connus en Amérique du Sud comme Mau y Ricky, Sebastián Yatra, Greeicy et Lalo Ebratt. Enfin, durant la pandémie en 2020, elle sort deux nouvelles chansons cette fois-ci en collaboration avec deux artistes argentins Khea et John C.

## Succès et records
Parmi ces chansons, 5 ont dépassé les 100 millions de vues sur YouTube. En effet, il s'agit de Fresa avec Lalo Ebratt, Oye avec Sebastián Yatra, Sueltate El Pelo, Recuerdo avec Mau y Ricky et 22 avec  Greeicy. Sueltate El Pelo, a été écrite pour promouvoir la marque Pantene, c'est sa première chanson en solo ayant dépassé les 100 millions de vues sur YouTube. 

## Chansons
Certaines autres chansons seules sortiront directement avec l'album tel que Te Olvidaré qui sortira une heure avant la sortie officielle de la globalité de l'album, Si Tu Supieras, Tuyo, Acércate et Playa. Toutes ces chansons, ne serons malheureusement pas chanté en concert lors de la tournée de l'album, Tini Tour, à part Acércate et Playa qui seront chanté lors de quelques uns. L'album présente aussi Diciembre qui est une chanson sorti lors d'un concert en 2019 qui fut un succès au près des fans.

## Liste des titres
| Ordre des Chansons | Titres            | Collaboration        | Durée des chansons | Compositeur des chansons |
| 1.                 | Un Beso En Madrid | avec Alejandro Sanz  | 2:24               | Martina Stoessel, Alejandro Sanz, Mauricio Rengifo et Andrés Torres.                                                         |
| 2.                 | Fresa             | avec Lalo Ebratt     | 2:45               | Andrés Torres, Mauricio Rengifo, Martina Stoessel et Eduardo Mario Ebratt.                                                   |
| 3.                 | Si Tu Supieras    |                      | 2:31               | Martina Stoessel, Mauricio Rengifo et Andrés Torres.                                                                         |
| 4.                 | Tuyo              |                      | 1:53               | Martina Stoessel, Mauricio Rengifo, Andrés Torres et Francisco José Cia.                                                     |
| 5.                 | Te Olvidaré       |                      | 3:14               | Martina Stoessel, Mauricio Rengifo et Andrés Torres.                                                                         |
| 6.                 | Acércate          |                      | 2:22               | Martina Stoessel, Mauricio Rengifo et Andrés Torres.                                                                         |
| 7.                 | Playa             |                      | 2:27               | Martina Stoessel, Mauricio Rengifo et Andrés Torres.                                                                         |
| 8.                 | Ella Dice         | avec Khea            | 2:41               | Andrés Torres, Mauricio Rengifo, Martina Stoessel et Ivo Alfredo Thomas Serue.                                               |
| 9.                 | Duele             | ft John C            | 2:18               | Mauricio Rengifo, Andrés Torres, Martina Stoessel, John C, Pascual Contursi, (Geradro H. Matos rodriguez et Enrique Maroni). |
| 10.                | Recuerdo          | avec Mau y Ricky     | 3:20               | Mauricio Rengifo, Andrés Torres, Martina Stoessel, Ricardo Reglero et Mauricio Reglero.                                      |
| 11.                | Oye               | avec Sebastián Yatra | 2:53               | Mauricio Rengifo, Andrés Torres, Martina Stoessel et Sebastián Obando.                                                       |
| 12.                | Diciembre         |                      | 3:08               | Mauricio Rengifo, Andrés Torres, Martina Stoessel et Francisco José Cia.                                                     |
| 13.                | Suéltate El Pelo  |                      | 2:07               | Mauricio Rengifo, Andrés Torres et Martina Stoessel.                                                                         |
| 14.                | 22                | avec Greeicy         | 2:39               | Mauricio Rengifo, Andrés Torres, Martina Stoessel et Greeicy Rendón.                                                         |